# Мекин, Ахмет
Ахмет Мекин (имя при рождении Ахмет Куртели, род. 6 августа 1932) — турецкий киноактёр, прославившийся благодаря своим ролям, сыгранным с конца 50-х по конец 70-х годов.

## Биография
Родился 6 августа 1932 года в Стамбуле.
В юности увлекался футболом, но спортивная травма вынудила его сменить направление деятельности.
Играл в театре, первую роль на сцене сыграл в пьесе «Единение и прогресс». В 1957 году по предложению своего друга Кенана Парса впервые снялся в кино. С этого началась его актёрская карьера, пик которой пришелся на период с конца 50-х до конца 70-х годов. Как и Экрем Бора, Эдиз Хун а также Айхан Ышик, Мекин был одним из привлекательных молодых мужчин-актёров, популярных в то время. Его амплуа — молчаливый целенаправленный мужчина.
Мекин утверждал, что актёры не должны становиться «заложниками одного образа», играя постоянно одни и те же по сути роли, поскольку это приводит к тому, что актёр начинает смешивать реальную жизнь с вымышленным образом. Одним из типичных примеров такого актёра Мекина считал Кадира Инаныра, с которым он сыграл в фильме «Женщина с красным шарфом» (тур. Selvi Boylum Al Yazmalım).